# البهائية في كاليدونيا الجديدة
ذُكر الدين البهائي في كاليدونيا الجديدة لأول مرة من قبل عبد البهاء في عام 1916، على الرغم من أن أول بهائي وصل في عام 1952 خلال زيارة مؤقتة بسبب السياسات التقييدية على الزوار الناطقين باللغة الإنجليزية. في عام 1961، أصبحت جانيت أوثي أول كاليدوني جديد ينضم إلى هذا الدين. في نفس العام، أصبحت إيما وجورج واينيسي أول زوجين ميلانيزيين يقبلان إيمان بهاء الله. مع المتحولين الآخرين والرواد، انتخبوا أول جمعية روحية محلية بهائية في نوميا في عام 1962. أُنتخبت الجمعية الروحية الوطنية البهائية في كاليدونيا الجديدة في عام 1977. وبمضاعفة عدد سكانها حتى اليوم، بُلغ أن عدد سكانها في عام 2001 بلغ 1070 نسمة. تقدر جمعية أرشيفات بيانات الأديان (بالاعتماد على الموسوعة المسيحية العالمية) عدد البهائيين بنحو 955 في عام 2005.

## أول ذكر
أول ذكر لكاليدونيا الجديدة في الأدب البهائي ورد في سلسلة من الرسائل، أو 'الألواح'، التي بعث بها عبد البهاء إلى أتباع الدين في الولايات المتحدة خلال عامي 1916-1917، رئيس الدين آنذاك، يطلب من أتباع الدين السفر إلى بلدان أخرى؛ وقد جُمعت هذه الرسائل معًا في كتاب بعنوان ألواح الخطة الإلهية. كانت الألواح السابعة هي الأولى التي تذكر العديد من الدول الجزرية في المحيط الهادئ. كُتبت في 11 أبريل 1916، وتأخر عرضها في الولايات المتحدة حتى عام 1919 - بعد نهاية الحرب العالمية الأولى والإنفلونزا الإسبانية. تُرجم اللوح السابع وتقديمه من قبل ميرزا أحمد سهراب في 4 أبريل 1919، ونشر في مجلة نجم الغرب في 12 ديسمبر 1919.
يجب على المجموعة التي تتحدث لغاتهم، المنفصلة، المقدسة، المقدسة والمليئة بحب الله، أن تحوّل وجوهها وتسافر عبر مجموعات الجزر الثلاث الكبرى في المحيط الهادئ - بولينيزيا وميكرونيزيا وميلانيزيا، والجزر المرتبطة بهذه المجموعات، مثل غينيا الجديدة، وبورنيو، وجاوا، وسومطرة، وجزر الفلبين، وجزر سليمان، وجزر فيجي، وجزر هيبريدس الجديدة، وجزر لويالتي، وكاليدونيا الجديدة، وأرخبيل بسمارك، وسيرام، وسيليبس، والجزر الصديقة، وجزر ساموا، وجزر سوسايتي، وجزر كارولين، والأرخبيل المنخفض، وجزر ماركيز، وجزر هاواي، وجزر جيلبرت، وجزر الملوك، وجزر مارشال، وتيمور والجزر الأخرى. بقلوب تفيض بمحبة الله، وألسنة تذكر ذكر الله، وعيون تتجه نحو ملكوت الله، يجب عليهم أن ينقلوا البشارة السارة بظهور رب الجنود إلى كل الناس.

## المرحلة المبكرة

### السياسات الحكومية في المنطقة

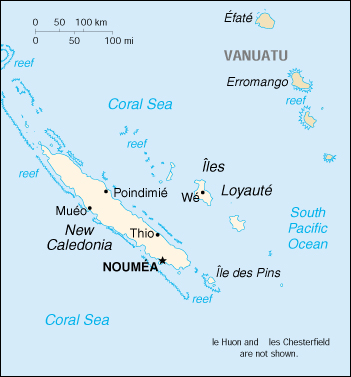
خريطة كاليدونيا الجديدة من كتاب حقائق العالم الصادر عن وكالة المخابرات المركزية الأمريكية

باعتبارها عضوًا خاصًا في الإمبراطورية الاستعمارية الفرنسية الثانية السابقة، تتمتع كاليدونيا الجديدة اليوم بعلاقة فريدة من نوعها مع فرنسا. شملت إشراف الحكومة الفرنسية على جزر بولينيزيا الفرنسية سياسة هجرة تتمثل في حرمان غير الناطقين بالفرنسية/المواطنين من الإقامة طويلة الأمد في الأقاليم الفرنسية الخارجية. وبالتالي، لم يكن البهائيون الأستراليون الناطقون باللغة الإنجليزية مؤهلين للحصول على الإقامة الدائمة. ونتيجة لذلك، كان رواد البهائية الأستراليون متنقلين وليسوا دائمين، وكانوا يعودون إلى أستراليا في كثير من الأحيان أو يسافرون بين المستعمرات عندما تنتهي صلاحية تأشيراتهم. كان الوصول إلى جزر لويالتي أكثر تقييدًا حيث تم تصنيفها على أنها محظورة على جميع الأوروبيين، بما في ذلك المواطنين الفرنسيين.

### رواد ومهتدون
أرسل حضرة شوقي أفندي، رئيس الدين بعد وفاة عبد البهاء، عدة رسائل بشأن كاليدونيا الجديدة: 3 يونيو 1952، 30 أبريل 1953، 7 مايو 1953، 31 ديسمبر 1954، 24 يناير 1956، 3 مايو 1956 و15 فبراير 1957، قبل وفاته في نوفمبر 1957. بشكل عام، كان هناك نمو ضعيف للمجتمع البهائي في الأقاليم الفرنسية الخارجية في الفترة التي أعقبت الحرب العالمية الثانية بما في ذلك كاليدونيا الجديدة والتي كانت متناقضة بشدة مع مناطق أخرى في المحيط الهادئ ( انظر، على سبيل المثال، الإيمان البهائي في فيتنام).
وفي ظل هذا الجو من الزيارات المحدودة، كانت الأسترالية مارغريت رولينغ أول من وصل إلى كاليدونيا الجديدة في أوائل عام 1952 وتلتها عن كثب مارييت بولتون في فبراير/شباط من نفس العام. أثناء زيارته لنوميا، ذهب بولتون إلى بلديتي بوريل وفو. ذُكر فرانسوا فيمينير باعتباره متحولًا بحلول يوليو 1952 ولكن ربما لم يكن مقيمًا. في يناير 1955، وصفت رولينج تجاربها في كاليدونيا الجديدة في محادثات في مدرسة ييرينبول البهائية في أستراليا. أصبح دانييل هاومونت بهائيًا في جزر المجتمع في أوائل عام 1955، وسافر إلى جزر لويالتي في أكتوبر 1955 و عُين فارسًا من فرسان بهاء الله.
تمكنت عائلة فارسية تدعى عائلة سهيلي، والتي مُنعت من دخول أستراليا بسبب سياسة أستراليا البيضاء، من الوصول إلى كاليدونيا الجديدة في عام 1955. في عام 1958، حضر ممثلون عن المجتمع البهائي في كاليدونيا الجديدة المؤتمر القاري الذي عقد في سيدني بأستراليا عام 1958. بحلول عام 1959، أصبحت الترجمات متاحة باللغة الآجيية (المعروفة أيضًا باسم هوايلو).
في عام 1961 اعتنق أول مواطني كاليدونيا الجديدة هذا الدين. ربما كانت جانيت أوثي أول من أقام في البهائية. واعتنقت الدين في ثيو على الجانب الشمالي من الجزيرة في 10 يونيو 1961. في نفس العام، اعتنق أول شعب من جزر لويالتي الدين - وكانوا زوجًا وزوجة انضما إلى الدين في نوميا على الجانب الجنوبي من الجزيرة الرئيسية ولكن منزلهما كان في جزيرة ماري. بحلول نهاية عام 1961 كان هناك عدد كافٍ من البهائيين لتشكيل جمعية روحية محلية في نوميا مع مجتمع أصغر في ثيو. شارك أوثي بشكل فعال في عام 1961 في انتخاب أول جمعية روحية محلية في نوميا وخدم في تلك الهيئة لمدة تسعة عشر عامًا متتالية قبل أن يخدم في مناصب أخرى.
في عام 1962، سافر كوليس فيذرستون، وهو من حملة "يد القضية"، في الفترة من 3 أكتوبر إلى 12 نوفمبر في رحلة تضمنت مدينة نوميا بالإضافة إلى العديد من المحطات. أُنتخبت جمعية روحية وطنية إقليمية في عام 1959 وحضر مؤتمرها السنوي مندوب من الجمعية الروحية في نوميا لأول مرة في عام 1963. كان جان سيفين، الذي عُين فارسًا من فرسان حضرة بهاء الله لمنطقة أرخبيل تواموتو، هو البهائي الفرنسي الوحيد الذي كان رائدًا في منطقة المحيط الهادئ خلال الحملة الصليبية التي استمرت عشر سنوات. في عام 1968، بناءً على طلب بيت العدل الأعظم، انتقل سيفين إلى كاليدونيا الجديدة، واستقر في نوميا.

## الجمعية الروحية الوطنية
في عام 1964 قُسمت الجمعية الوطنية الإقليمية إلى جمعيات وطنية إقليمية منفصلة، وكان مقر إحداها في هونيارا، والتي تخدم منطقة جنوب غرب المحيط الهادئ (جزر سليمان، وكاليدونيا الجديدة، وجزر لويالتي، ونيو هيبريديس). وفي وقت لاحق من عام 1971، شكلت جزر سليمان جمعيتها الوطنية الخاصة بها و نُقل مقر الجمعية الروحية الوطنية (NSA) لجنوب غرب المحيط الهادئ من هونيارا في جزر سليمان إلى نوميا. في نفس العام عُرف على رواد جزر تواموتو . كانت NSA تتألف من البهائيين من جزر نيو هيبريدس وكاليدونيا الجديدة وجزر لويالتي. في عام 1977، أُنتخبت الجمعية الروحية الوطنية لكاليدونيا الجديدة وجزر لويالتي.

## مضاعفة الاهتمامات والنمو
منذ نشأتها، كان للدين دور في التنمية الاجتماعية والاقتصادية بدءًا من منح المزيد من الحرية للنساء، وترويج تعليم الإناث باعتباره أولوية، وقد عُبر عن هذه المشاركة عمليًا من خلال إنشاء المدارس والتعاونيات الزراعية والعيادات. في عام 1975 استضافت جمعية ماري مؤتمرًا للنساء، كما زار مجتمع نوميا مسافر بهائي شارك قصصًا عن لقاء والده مع بهاء الله، مؤسس الدين. ودخل الدين مرحلة جديدة من النشاط عندما صدرت رسالة بيت العدل الأعظم بتاريخ 20 أكتوبر 1983. وحث البهائيين على البحث عن طرق متوافقة مع التعاليم البهائية، والتي يمكنهم من خلالها المشاركة في التنمية الاجتماعية والاقتصادية للمجتمعات التي يعيشون فيها. في عام 1979، كان هناك 129 مشروعًا بهائيًا للتنمية الاجتماعية والاقتصادية معترفًا بها رسميًا في جميع أنحاء العالم. وبحلول عام 1987، ارتفع عدد مشاريع التنمية المعترف بها رسميا إلى 1482 مشروعا. شاركت الجماعة البهائية في كاليدونيا الجديدة في عدد من الفعاليات في كاليدونيا الجديدة. في عام 1988، ثم مرة أخرى في عام 1991، قدمت الجماعة البهائية الدولية، التي كانت تجتمع في كاليدونيا الجديدة، بيانات في أمانة الجماعة الباسيفيكية؛ وقد لخصت البيانات المشاريع البهائية في جميع أنحاء حوض المحيط الهادئ التي قام بها البهائيون بشأن مشاريع تتعلق بمبادرات الأمم المتحدة (في هذه الحالة الصحة والتعليم ودور المرأة والصحة والتغذية ).
في عام 1999، حضر البهائيون الكاليدونيون الجدد المؤتمر الدولي "شراكات من أجل الألفية القادمة" الذي نظمه مكتب النهوض بالمرأة في المجتمع البهائي في أستراليا، ثم في عام 2000 تأسست جمعية النساء البهائيات الوطنية في كاليدونيا الجديدة ومقرها في أنس فاتا.

### نمو
وكان النمو الناتج عن التحويل متقطعا، لكنه تسارع بحلول نهاية سبعينيات القرن العشرين. في سبعينيات القرن العشرين، أسفرت عدة تجمعات للبهائيين عن تشكيل فرق من الأشخاص الذين تعاونوا في الجهود الرامية إلى لفت انتباه الناس في كاليدونيا الجديدة إلى الدين. في فترة تسعة أسابيع في أوائل عام 1977، تحول 29 شخصًا إلى الدين؛ 12 منهم من بلدة ثيو وحدها، وثلاثة آخرون من جزر لويالتي. في عام 1978، اجتذبت مهرانجيز مونسيف، وهي بهائية من بريطانيا العظمى، اهتمامًا إعلاميًا. وفي نوميا، شاركت مونسيف في بث تلفزيوني لمدة ساعة ونصف ذكر فيه التعاليم البهائية حول دور المرأة، والذي بُث إلى العديد من الأماكن في جنوب المحيط الهادئ. في عام 1979، ذكرت المصادر البهائية أنه كان هناك سبع جمعيات و24 موقعًا إضافيًا بها بهائي واحد على الأقل، بالإضافة إلى ست جمعيات و24 موقعًا بها بهائي واحد على الأقل في جزر لويالتي.
وفي ثمانينيات القرن العشرين، بدأت ديناميكيات المجموعة الأكبر تلعب دورها. في عام 1982، قام البهائيون في جزر لويالتي من جزيرة ماري ببناء مركز بهائي للبهائيين في ناكيتي بمقاطعة كانالا في الجزيرة الرئيسية، على الطراز التقليدي - وفي حفل الافتتاح نُقل حوالي 100 من غير البهائيين وشيوخ القرية من مجتمع إلى آخر من خلال عمل الخدمة. في عام 1986، استقبل زعماء القبائل أخبار الدين بحماس عندما أدركوا أن الوحي التقدمي من وجهة نظر البهائية لا ينفي أو يدين الديانات السابقة، بل إن إيمانهم القبلي تنبأ بقدوم "صانع سلام" عظيم.
في عام 1990، في الفصول الدراسية التي ألقتها هيلين بيركنز، وهي بهائية من أستراليا، أُكد على جوانب الدين بالإضافة إلى إعطاء فرصة للرد على أسئلة البهائيين. وتحدثت أيضًا في تجمع كبير.

## التركيبة السكانية
وقد أشارت تقديرات عام 2001 لعدد البهائيين في البلاد إلى أنهم يمثلون 0.50% من السكان الوطنيين أو 1070 فردًا بمعدل نمو سنوي قدره +2.1% حسب منظمة Operation World. تقدر جمعية أرشيفات بيانات الأديان (بالاعتماد على الموسوعة المسيحية العالمية) عدد البهائيين بحوالي 880 في عام 2005. تقدر جمعية أرشيفات بيانات الأديان (بالاعتماد على الموسوعة المسيحية العالمية) عدد البهائيين بنحو 955 في عام 2005.

## روابط خارجية
- الجماعة البهائية الوطنية الكاليدونية الجديدة